# Julie Kowarick
Julie Kowarick (São Paulo, 1965) foi uma modelo brasileira que se tornou famosa ao se classificar, aos 17 anos, entre as três finalistas do concurso Supermodel of the World 1983 (então denominado The Face of the 80's). A modelo foi a primeira capa da Elle brasileira, em 1988.
Mãe de três filhos, atualmente é proprietária de uma academia de power-plate com o irmão, em São Paulo.